# Грађански савез Србије
Грађански савез Србије (скраћено ГСС) је некадашња парламентарна странка у Србији либералног и социјалдемократског опредељења. Са политичке сцене је нестала после одлуке Скупштине ГСС 7. априла 2007. да се уједини са Либерално-демократском партијом. ГСС је као странка под овим именом регистрован 1992. године, уједињењем Републиканског клуба и Реформске странке, сукцесора Савеза реформских снага Југославије, основаног 1989. године. ГСС је била парламентарна странка са 5 посланичких места у Скупштини Србије, после избора 2007.

## Историјат странке
Од почетка кризе у Југославији Грађански савез Србије је водио антиратну и антинационалистичку политику. У то време на чело Грађанског савеза Србије дошла је др Весна Пешић, социолог и признати борац за људска права. Странка је тада окупила већи број угледних јавних личности, професора универзитета, научника, уметника. Чланови странке су међу оснивачима и активистима великог броја угледних невладиних организација (Центар за антиратну акцију, Београдски круг, Београдски центар за људска права, Центар за унапређење правних студија).
Грађански савез Србије је 1993. године у оквиру коалиције ДЕПОС учествовао на републичким изборима, добио два посланичка места и постао парламентарна странка.
У оквиру Коалиције Заједно, ГСС је 1996. године учествовао на савезним и локалним изборима. На локалним изборима кандидати Грађанског савеза Србије су сразмерно величини других чланица коалиције, постигли највећи успех. После изборне крађе на тим изборима, стручни тим ГСС био је задужен за правну битку коју је коалиција Заједно водила да би, коначно, извојевала признавање правих изборних резултата (Lex specialis и Гонзалесов извештај). Због недостатка услова за слободне и поштене изборе, Грађански савез Србије је 1997. године, заједно са осталим демократским и опозиционим странкама, бојкотовала републичке и председничке изборе и посветио се јачању и ширењу странке и њеног утицаја. Та акција је била веома успешна због неоспорног угледа и политичке доследности странке и њених лидера. Због доследног става у борби за демократизацију Србије функционери и чланови Грађанског савеза Србије изложени су прогону и репресији власти па је 1998. године шест чланова Председништва и Главног одбора Грађанског савеза Србије отпуштено са Правног факултета на основу репресивног Закона о универзитету.
Од 1998. године Грађански савез Србије је један од иницијатора и оснивача Савеза за Промене. Паралелно са радом у Савезу за Промене, Грађански савез Србије наставља рад на јачању свог утицаја и припремама за изборе.
Од марта 1999. године председник Грађанског савеза Србије је Горан Свилановић раније портпарол и потпредседник. Горан Свилановић постаје председник странке у тренутку када се Србија налази у најтежој друштвеној, социјалној и политичкој кризи и као најмлађи политички лидер активно се укључује у рад опозиционе коалиције Савез за промене.
Грађански савез Србије је крајем 1999. године покренуо промотивну кампању под називом Србија је наша земља која је имала за циљ да подигне познатост новог председника странке, као и да истовремено промовише идеју промене власти у Србији на слободним и поштеним изборима, а Грађански савез Србије и Савез за промене као носиоце те идеје.
Кампању Србија је наша земља коју је осмислио и реализовао креативни тим ГСС на челу са директорком кампање, Мајом Тасић, састојала се из четири фазе и трајала је до расписивања избора 2000. године када се Грађански савез Србије придружује заједничкој кампањи Демократске опозиције Србије.
У пролеће 2000. године ГСС је организовао двадесет две трибине по читавој Србији које су носиле назив Верујемо у Србију и текле паралелно са кампањом ГСС. Организацију трибина радио је тим ГСС уз помоћ представника из Нове Србије и СДК Одбрана. Гостовања на трибинама по Србији пратила су и гостовања на локалним радио и телевизијским станицама. У тада медијски потпуно мрачном Београду трибине су биле једини интерактивни начин комуникације са грађанством.
Када је постало све извесније да се избори ближе и да је изборну победу могуће однети само уколико се све опозиционе снаге удружено супротставе владајућем режиму, Грађански савез Србије је у оквиру кампање Србија је наша земља послао поруку грађанима и свим демократским снагама Србије која је гласила Сложно.
Док су прва и друга фаза кампање промовисале новоизабраног председника странке, Горана Свилановића, трећа и четврта фаза кампање промовишу Грађански савез Србије као озбиљан политички фактор и идеју заједништва у опозицији усмерену ка јачању притисака на режим да распише изборе.
У периоду од 24. септембра до 5. октобра 2000. године Грађански савез Србије је са коалиционим партнерима из ДОС-а урадио још две кампање Победа и Пукô је ко звечка.
Након демократских промена у Србији, 2000. године, Грађански савез Србије партиципира на савезном, републичком и локалном нивоу са укупно пет посланичких мандата у савезној Скупштини, девет посланичких мандата у републичкој Скупштини и сто одборничких места у Скупштинама општинама широм Србије. На истакнутим функцијама налазе се Горан Свилановић — савезни министар иностраних полова, Наташа Мићић — председница републичке Скупштине и вршитељка дужности председнице Србије, Гашо Кнежевић — републички министар просвете, Драгор Хибер — председник Одбора за правосуђе у Скупштини Србије, Иван Андрић — председник Одбора за културу и информисање у Скупштини Србије, Радмила Хрустановић — градоначелница Београда, Горан Јешић — градоначелник Инђије...
После парламентарних избора 2004. године, ГСС је освојио 5 мандата на листи Демократске странке.
У децембру 2004. одржана је Скупштина ГСС, на којој је изабрано ново руководство странке с циљем да се странка консолидује и припреми за следеће изборе. Нова председница ГСС-а је Наташа Мићић. Одлучено је да странка поднесе захтев за приступање Либералној Интернационали (ELDR)

### Избори 2007.
У коалицији са ЛДП-ом Чедомира Јовановића, СДУ-ом Жарка Кораћа и ЛСВ-ом Ненада Чанка, Грађански савез је учествовао на парламентарним изборима 2007. и освојио три посланичка места у Народној скупштини Србије.

## Резултати на парламентарним изборима
| Избори | Коалиција           | # гласова | % од важећих | # посланика | Влада          | Лидер            |
| ------ | ------------------- | --------- | ------------ | ----------- | -------------- | ---------------- |
| 1992   |                     | 17.276    | 0,37%        | 0 / 250     | ван парламента | Ратомир Танић    |
| 1993   | ДЕПОС               | 715.564   | 16,64%       | 2 / 250     | опозиција      | Весна Пешић      |
| 1997   | Коалиција Заједно   | бојкот    | бојкот       | 0 / 250     | ван парламента | Весна Пешић      |
| 2000   | ДОС                 | 2.404.758 | 64,09%       | 9 / 250     | владајући      | Горан Свилановић |
| 2003   | са ДС-ДЦ-СДУ-ЛЗС    | 481.249   | 12,58%       | 2 / 250     | опозиција      | Горан Свилановић |
| 2007   | са ЛДП-СДУ-ЛСВ-ДХСС | 214.262   | 5,31%        | 3 / 250     | опозиција      | Наташа Мићић     |

## Престанак деловања
Дана 10. фебруара 2007, Главни одбор ГСС је са тесним кворумом изгласао да се сазове Скупштина ГСС на којој ће се одлучивати о политичком уједињењу с ЛДП-ом. Скоро половина општинских одбора странке је одбило да учествује у процесу утапања у ЛДП, тако да је одржавање Скупштине ГСС тада било одложено.
Скупштина је одржана 7. априла 2007, где је одлучено да се ГСС припоји ЛДП-у, чиме је угашена једна од најстаријих странака у Србији. На тој Скупштини нису присуствовали представници више општинских одбора који су одбили да учествују у гашењу странке и преласку у ЛДП. Уједињење су подржали бивши председници странке и чланови Главног одбора Весна Пешић и Горан Свилановић, као и тадашња председница Наташа Мићић.